# Barichneumon californicus
Barichneumon californicus är en stekelart som beskrevs av Heinrich 1971. Barichneumon californicus ingår i släktet Barichneumon och familjen brokparasitsteklar. Inga underarter finns listade.